# 免疫シナプス
免疫学において、免疫シナプス（めんえきシナプス、英: immunological synapse、immune synapse）とは抗原提示細胞又は標的細胞とリンパ球（エフェクターT細胞又はナチュラルキラー細胞）との接触領域に構築されるリング状構造である。

## 構造及び機能
免疫シナプスはsupramolecular activation cluster（SMAC)としても知られる。SMACは同心円状構造を呈し、それぞれのリングは特定のタンパク質クラスターから構成されている。
- central-SMAC (c-SMAC)は免疫シナプスの中心部で各種抗原レセプター（CD2（英語版）、CD4、CD8、CD28）及びキナーゼ（protein kinase C theta type[3]、Lck (lymphocyte-specific protein tyrosine kinase)、Fyn[4]）などから構成される。
- peripheral-SMAC (p-SMAC)は免疫シナプスの辺縁部でリンパ球機能関連抗原1(LFA-1) 及びタリン（細胞骨格タンパク質）から構成される[2]。
- distal-SMAC (d-SMAC)は免疫シナプスの遠位部でCD43（英語版）及びCD45分子に富む[5]。